# ノムシタケ属
ノムシタケ属（のむしたけぞく、Cordyceps）は、子嚢菌門フンタマカビ綱ボタンタケ目ノムシタケ科に属するキノコの属名。冬虫夏草属とも。
昆虫の成虫や蛹、幼虫、またはクモに寄生して内生菌核を形成し、そこから子嚢殻を密生、あるいは分生子を粉状に生じた有柄の子座（子実体）を伸ばす。種ごとに寄生する相手が決まっていて、分類上の目（もく）を超えて寄生することはない。寄生される側の虫は一種でも幼虫と成虫で別の種が寄生するなど複数種の虫草菌の宿主となる場合も多い。

## 分類
かつてはバッカクキン科に所属し、400種以上を子嚢胞子の形態や子嚢殻の配列に注目して4つの亜属に分類することが行われていた。しかし分子系統解析の結果からこうした分類は系統を反映しないばかりか属自体が多系統的であることが明らかとなり、属を細分化して3科4属に分配することになった。例外はあるものの大雑把に言えば、がっしりとして明るい色の子座を作るものをCordyceps属に残しノムシタケ科へ、細長く寒色系の色調のものをバッカクキン科に新設のMetacordyceps属（その後Metarhizium属へ統合）へ、細長く暗い色の子座を作るものをオフィオコルジケプス科Ophiocordyceps属へ、ツチダンゴ類の子実体に寄生するものを同じくElaphocordyceps属（その後Tolypocladium属へ統合）へとなる。

## 日本で見られる主な種類
- サナギタケ（C. militaris (Vuill.) Fr.） 蛾の蛹または幼虫に寄生
- ウスキサナギタケ（C. takaomontana Yakushiji et Kumazawa） 蛾の蛹または幼虫に寄生
- ガヤドリナガミツブタケ（C. tuberculata (Leb.) Maire.） 蛾の成虫に寄生
- キアシオオセミタケ（C. cicadae Shing） セミの幼虫に寄生
- ベニイロクチキムシタケ（C. roseostromata Kobayasi et Shimizu）
- ホソエノアカクビオレタケ（C. rubrostromata Kobayasi）
- ヒメサナギタケ（C. pruinosa Petch）
- ハスノミクモタケ（C. nelumboides Kobayasi et Shimizu）
- アカミノオグラクモタケ（C. coccidioperitheciata Kobayasi et Shimizu）